# Mihályfa
Mihályfa es un pueblo ubicado en el condado de Zala, Hungría.

## Superficie
Posee una superficie de 12,07 kilómetros cuadrados.

## Demografía
Hasta 2021 la población era de 295 habitantes, con una densidad de población de 24,44 habitantes por kilómetro cuadrado. En 2011 el 99,7% de la población estaba conformada por húngaros y la religión predominante era el catolicismo.